# Franz Teyber
Franz Teyber (25 de agosto de 1758, Viena – 21 de outubro de 1810, Wien-Josefstadt) foi um Kapellmeister austríaco, organista e compositor de orquestra e música de câmara. Estudando com Georg Christoph Wagenseil, a partir de 1786 foi diretor da companhia de teatro Schikaneder e, a partir de 1801, compositor e diretor musical do Theater an der Wien. Suas irmãs Elisabeth e Therese eram cantoras de ópera, e seu irmão Anton trabalhou como compositor para (entre outros) a ópera de Dresden e a corte de Viena.
Sua sobrinha era Elena Teyber, que nasceu em Viena e se tornou professora no Conservatório Iaşi, onde era conhecida como pianista e compositora de 1827 a 1863. Ela se casou com Gheorghe Asachi.

## Lista de obras (incompletas)
- Kyrie D (17 de agosto de 1776)
- Missa De Sanctissima Trinitate Es w. großes Orch., V.u. Vc.-Solo (1806)
- Preludi per l'Organo nel Tempo della santa Messa F (1809)
- Tre Preludi per la santissima Messa D (1810)
- 6 Quartetos de Cordas
- 12 Danças Alemãs (25 de novembro de 1798 Viena, Kleiner Redouten-Saal)

### Trabalhos de palco
- Laura Rosetti, ópera 3 atos (agosto de 1785 Pressburg)
- Die Dorfdeputirten, ópera cômica 3 atos (18 de dezembro de 1785 Viena, Kärntnertor-Theater)
- Adelheid v. Veltheim (G. F. W. Grossmann), Singspiel 3 atos (1788 Karlsruhe)
- Fernando u. Jariko, oder die Indianer (K.v. Eckartshausen), Singspiel 3 atos (5 de setembro de 1789 Viena-Wieden, Freihaustheater)
- O Rapto, ou Cavaleiro Karl v. Eichenhorst (G.A. Bürger), peça com Gsg. 4 atos (1793 Colônia)
- Alexander (E. Schikaneder), grande ópera heroica 2 atos
- Der Schlaftrunk (Ch. F. Bretzner), cômico Singspiel 2 atos (12 de novembro de 1801)
- Der Telegraph, oder der Neuigkeitskrämer (F.K. Gewey)
- Pfändung u. Personalarrest (E. Schikaneder), opereta (7 de dezembro de 1803)
- Scheredin e Almanzor, ou Imortalidade em Liberdade Condicional (I.F. Castelli; depois dos franceses), Singspiel 4 atos (9 de agosto de 1804)
- Der Zerstreute (Franz Xaver Huber), ópera cômica em 3 atos (29 de janeiro de 1805)
- Andraßek e Juraßek (F. Kees), pantomima cômica 2 atos (20 de fevereiro de 1807)
- Der Schiffmeister v. Straubing (C. Schikaneder), comédia burguesa com canto em 3 atos (23 de maio de 1807)
- Aragis v. Benevento (J. A. Gleich), peça original com vocais, 3 atos (24 de outubro de 1807)
- Lohn der Nachwelt (id.), Singspiel 4 atos (23 de novembro de 1807)
- A Celebração do Casamento de Alberto da Áustria, peça original com canto, 4 atos (9 de janeiro de 1808)
- The Two Marillo, toca com vocais, 3 atos (8 de julho de 1808)
- Ruthards Abentheuer, oder die beiden Sänger, romant.-kom. Ópera 3 atos (26 de julho de 1808)
- Pumphia e Kulikan (J. Perinet; arr. segundo Bemardon Kurtz), ópera caricatural 2 atos (8 de outubro de 1808)
- Eppo v. Gailingen (J. A. Gleich), Gemählde der Vorwelt mit Gesang 3 atos (27 de janeiro de 1809)
- O Tribunal Criminal (J. St. v. Menner), romântico. Poema com canção, 4 atos (22 de fevereiro de 1809)
- O Buquê Encantado (J. Worelly), com. Pantomima 2 atos (29 de agosto de 1809)
- Der lebendige Postillonstiefel, oder die Luftreise des Arlequin u. der Columbina (F. Kees), Zauberpantomime 2 atos (7 de julho de 1810)
- Das Spinnerkreutz am Wienerberge, Singspiel 3 atos (24 de agosto de 1811)

### Publicações
- 3 Quartetos para piano D, Bb, Eb,
- 3 Sol. f. Pfte. Eb, B, G
- Abertura da ópera Alexander, redução para piano
- 12 Minuetos C, Cl.A. e 12 Danças Alemãs, redução para piano
- Sonata em Sol (Pfte., V., Vc.)
- Marsch D da ópera Aragis v. Benevento f. Pfte.
- Favorit-Ländler D da ópera Die zwei Marillo f. Pfte.
- Marsch F (ao mesmo tempo a música »Ergreif die Waffen«) do k.k. Niederösterr. Forças Armadas Estaduais
- Prelúdio de órgão antes do Kyrie C em O organista perfeito